# Will Ferrell

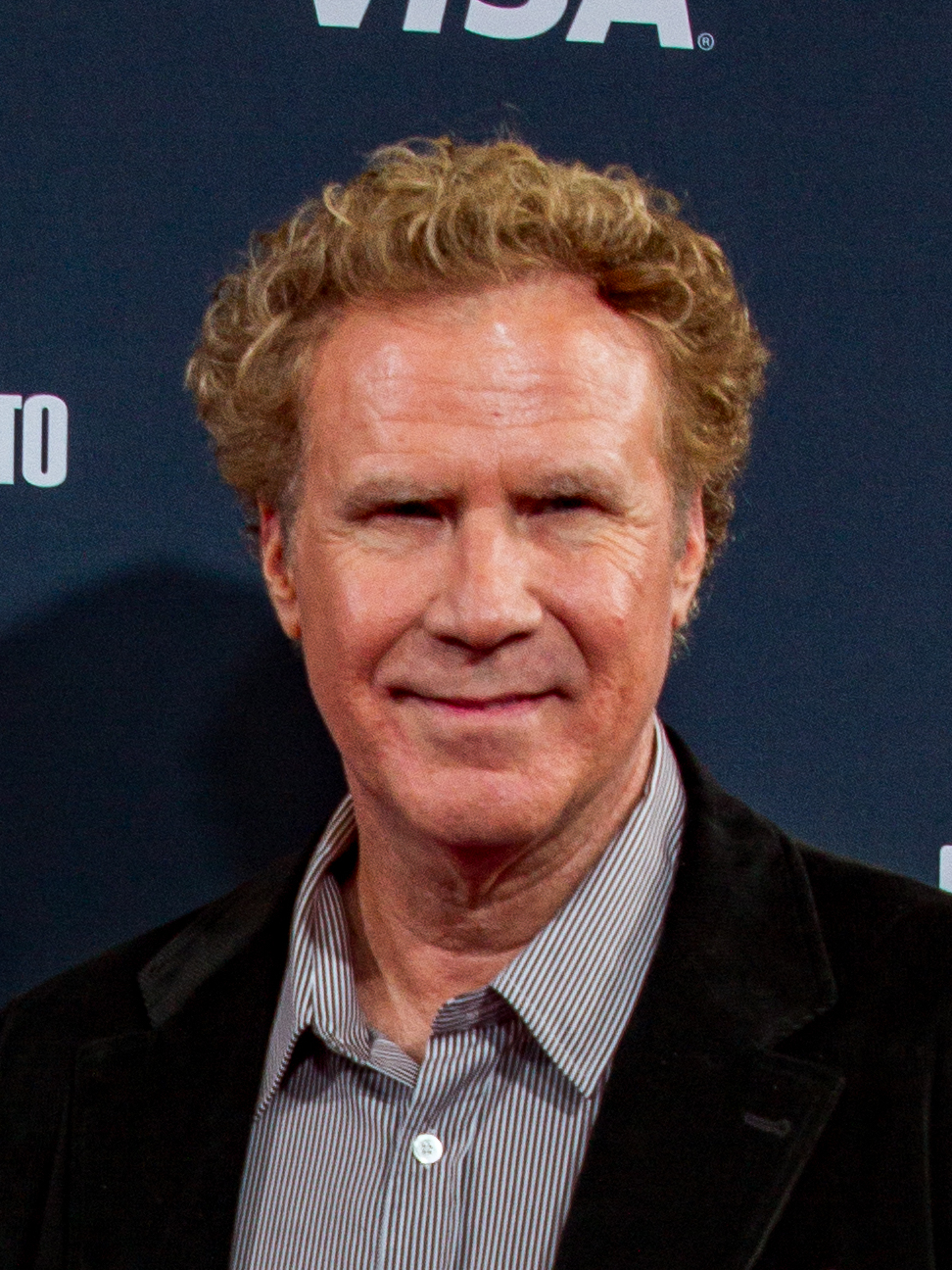
Will Ferrell (2024)

John William „Will“ Ferrell (* 16. Juli 1967 in Irvine, Kalifornien) ist ein US-amerikanischer Filmschauspieler und Film- und Fernsehproduzent.

## Leben
Sein Interesse an der Schauspielerei entdeckte Ferrell während seiner Schulzeit an der University High School in Irvine (Kalifornien). Bei seinen täglichen Morgenansagen über das Lautsprechersystem seiner Schule schlüpfte Will in verschiedene Rollen, indem er jeweils seine Stimme verfremdete. Er entwickelte sein schauspielerisches Handwerk als Mitglied einer Los-Angeles-Comedy-/Improvisations-Gruppe The Groundlings, durch die auch Mitglieder wie Ana Gasteyer, Maya Rudolph und auch spätere Saturday-Night-Live-Schauspieler wie Laraine Newman, Jon Lovitz und Phil Hartman ihre Karrieren begründeten. Dort lernte Ferrell auch Chris Kattan kennen. Die beiden wurden gute Freunde und traten später gemeinsam dem Saturday-Night-Live-Ensemble bei. Will Ferrell trat während seiner Zeit bei The Groundlings auch bei Fernsehsendungen wie Strangers with Candy, Grace und Living Single auf.
Von 1995 bis 2002 spielte Ferrell in der Comedy-Show Saturday Night Live und ist eines der wenigen Mitglieder, das je für diese Show für einen Emmy Award (für seine Rolle als George W. Bush während der US-Präsidentschaftswahlen 2000) nominiert wurde. In dieser Zeit spielte er meist in Nebenrollen in zahlreichen Komödien mit. Erst 2003 konnte er sich mit der Fantasy-Komödie Buddy – Der Weihnachtself durchsetzen.
Seit dem Jahr 2006 tritt Ferrell auch als Film- und Fernsehproduzent in Erscheinung. Als solcher war er u. a. an Die etwas anderen Cops (2010), Hänsel und Gretel: Hexenjäger (2013) und Tammy – Voll abgefahren (2014) beteiligt.
2009 wurde von Home Box Office die von ihm produzierte Fernsehserie Eastbound & Down ausgestrahlt, in der er für zwei Episoden auch eine Rolle übernahm. In einer Sondersendung von Abenteuer Survival, die erstmals am 2. Juni 2009 ausgestrahlt wurde, begleitete er Moderator Bear Grylls zu einer Survival-Unternehmung nach Nordschweden. Außerdem ist Ferrell Mitbegründer der Comedy-Website funnyordie.com.
Von 2014 bis 2015 war er einer der Produzenten der Sitcom Bad Judge.
Ferrell gehörte laut dem amerikanischen Forbes Magazine zeitweise zu den am besten verdienenden männlichen Schauspielern in Hollywood. Zwischen Juni 2007 und Juni 2008 erhielt er Gagen in Höhe von 31 Mio. US-Dollar und rangierte damit hinter Will Smith, Johnny Depp, Eddie Murphy, Mike Myers, Leonardo DiCaprio, Bruce Willis, Ben Stiller, Adam Sandler und Nicolas Cage auf Platz zehn.
Seit dem 12. August 2000 ist er mit der schwedischen Schauspielerin Viveca Paulin verheiratet. Das Paar hat drei Söhne.

## Investment im Sport
Über die 49ers Enterprises, bei denen er Investor ist, hält er Anteile an Los Angeles FC, Leeds United und Grasshoppers Zürich.

## Frat Pack
Der Name Frat Pack ist eine Anspielung auf das legendäre Rat Pack (Ratten-Rudel/Schurken-Rudel), dem Frank Sinatra, Dean Martin, Sammy Davis, Jr., Joey Bishop und Peter Lawford angehörten (siehe auch Brat Pack). Dabei steht das Frat als Abkürzung für die amerikanischen Fraternities, die so oft porträtierten College-Verbindungen. Der Begriff manifestierte sich nach dem Film Old School.
Will Ferrell ist Teil dieser inoffiziellen Frat-Pack-Truppe, zu der auch Ben Stiller, Owen und Luke Wilson, Vince Vaughn, Steve Carell und Jack Black gehören. Diese Gruppe von Schauspielern hat in verschiedenen Konstellationen bereits zahlreiche Male und bei diversen Projekten wie Filmen, Shows und Awardshows zusammengearbeitet. Als Ferrells erste offizielle Verbindung zum Frat Pack kann der 2001 erschienene Film Zoolander angesehen werden, bei dem Ben Stiller die Hauptrolle spielte und auch Regie führte. Owen Wilson spielte darin Zoolanders Model-Rivalen, und Vince Vaughn war in einem Cameo-Auftritt zu sehen. Will Ferrell spielte den Bösewicht „Mugatu“.
Ferrells Frat Pack-Filmografie beinhaltet Zoolander, Old School – Wir lassen absolut nichts anbrennen, Starsky & Hutch, Anchorman – Die Legende von Ron Burgundy und Die Hochzeits-Crasher.

## Filmografie (Auswahl)
- 1997: Drei Männer und eine Wette (Men Seeking Women)
- 1997: Austin Powers – Das Schärfste, was Ihre Majestät zu bieten hat (Austin Powers: International Man of Mystery)
- 1998: The Thin Pink Line
- 1998: A Night at the Roxbury
- 1999: The Suburbans – The Beat Goes On! (The Suburbans)
- 1999: Ich liebe Dick (Dick)
- 1999: Superstar – Trau’ Dich zu träumen (Superstar)
- 1999: Austin Powers – Spion in geheimer Missionarsstellung (Austin Powers: The Spy Who Shagged Me)
- 2000: The Ladies Man
- 2000: Der Fall Mona (Drowning Mona)
- 2001: Zoolander
- 2001: Jay und Silent Bob schlagen zurück (Jay and Silent Bob Strike Back)
- 2002: Boat Trip
- 2003: Buddy – Der Weihnachtself (Elf)
- 2003: Old School – Wir lassen absolut nichts anbrennen (Old School)
- 2004: Melinda und Melinda (Melinda and Melinda)
- 2004: Anchorman – Die Legende von Ron Burgundy (Anchorman: The Legend of Ron Burgundy)
- 2004: Starsky & Hutch
- 2004: Wake Up, Ron Burgundy: The Lost Movie
- 2005: The Wendell Baker Story
- 2005: Die Hochzeits-Crasher (Wedding Crashers)
- 2005: Fußballfieber – Elfmeter für Daddy (Kicking and Screaming)
- 2005: Winter Passing
- 2005: The Producers
- 2005: Verliebt in eine Hexe (Bewitched)
- 2006: Coco – Der neugierige Affe (Curious George, Stimme für Ted, Mann mit dem gelben Hut)
- 2006: Ricky Bobby – König der Rennfahrer (Talladega Nights: The Ballad of Ricky Bobby)
- 2006: Schräger als Fiktion (Stranger Than Fiction)
- 2007: Die Eisprinzen (Blades of Glory)
- 2008: Semi-Pro
- 2008: Stiefbrüder (Step Brothers)
- 2009–2012: Eastbound & Down (Fernsehserie)
- 2009: Die fast vergessene Welt (Land of the Lost)
- 2009: The Goods – Schnelle Autos, schnelle Deals (The Goods: Live Hard, Sell Hard)
- 2010: Die etwas anderen Cops (The Other Guys)
- 2010: Megamind (Stimme von Megamind)
- 2010: Alles muss raus (Everything Must Go)
- 2011: The Office (Fernsehserie, 4 Episoden)
- 2012: Casa de mi Padre
- 2012: Die Qual der Wahl (The Campaign)
- 2012: Tim and Eric’s Billion Dollar Movie
- 2013: Prakti.com (The Internship)
- 2013: Anchorman – Die Legende kehrt zurück (Anchorman 2: The Legend Continues)
- 2014: The LEGO Movie (Stimme von Lord Business und als „Der Mann von oben“)
- 2015: Der Knastcoach (Get Hard)
- 2015: Daddy’s Home – Ein Vater zu viel (Daddy’s Home, auch Produzent)
- 2016: Zoolander 2
- 2017: Casino Undercover (The House)
- 2017: Daddy’s Home 2 – Mehr Väter, mehr Probleme! (Daddy’s Home 2)
- 2018: Holmes & Watson
- 2019: Zeroville
- 2019: Hustlers (Produzent)
- 2019–2022: Dead to Me (Fernsehserie, Produzent)
- 2020: Impractical Jokers: The Movie
- 2020: Eurovision Song Contest: The Story of Fire Saga
- 2020: Downhill
- 2020: David (Kurzfilm)
- 2021: Der Therapeut von nebenan (The Shrink Next Door, Fernsehserie)
- 2022: Am I OK?
- 2022: Spirited (auch Produzent)
- 2023: May December (nur Produzent)
- 2023: Barbie
- 2023: Quiz Lady (auch Produzent)
- 2023: Doggy Style (Strays, Stimme von Reggie)
- 2024: The Boys (Fernsehserie, 3 Folgen)
- 2024: Ich – Einfach unverbesserlich 4 (Despicable Me 4, Stimme von Maxime Le Mal)
- 2025: Ihr seid herzlich eingeladen (You’re Cordially Invited)

## Auszeichnungen
- 2001: American Comedy Awards, USA: Lustigster männlicher Darsteller in einem TV-Special (für Saturday Night Live: Presidential Bash 2000)
- 2006: Goldene Himbeere, Schlechtestes Kino-Duo (für Verliebt in eine Hexe, zusammen mit Nicole Kidman)
- 2007: MTV Movie Awards: Bester Kuss (zusammen mit Sacha Baron Cohen für Ricky Bobby – König der Rennfahrer)
- 2011: Mark-Twain-Preis für US-amerikanischen Humor

## Trivia
- Will Ferrell leiht seine Stimme immer wieder Zeichentrick-Figuren, wie in der Fernsehserie The Oblongs (Stimme des arm- und beinlosen Vaters der Familie) und für den Film Curious George (als Ted/Mann im gelben Hut).
- Am 14. März 2006 wurde Will Ferrell auf der Website von iNewswire.com in einer (schlecht verfassten) gefälschten Pressemitteilung für tot erklärt. Die Mitteilung besagte, dass Will Ferrell bei einem Paraglidingunfall verstorben sei.
- Aufgrund ihrer Ähnlichkeiten im Aussehen traten Will Ferrell und Chad Smith, der Schlagzeuger der Red Hot Chili Peppers, des Öfteren im Fernsehen als Doppelgänger auf. In einer Ausgabe der Tonight Show lieferten sich die beiden ein Drum-Off.
- Ferrell ist Miteigentümer des Major-League-Soccer-Franchises Los Angeles FC.